# Edinburg (Teksas)
Edinburg je grad u američkoj saveznoj državi Teksas. Prema popisu stanovništva iz 2010. u njemu je živjelo 77.100 stanovnika.